# ジャングルサップ
ジャングルサップ Anonidium mannii はバンレイシ科の樹木の一種。熱帯アフリカに自生する。果実は非常に大きく食用の果物として扱われる。

## 分布
中央アフリカのジャングルに自生し、コンゴ民主共和国、コンゴ共和国、中央アフリカ共和国、アンゴラ、ザンビア、ガーナ、ニジェール、ガボン、カメルーンにまたがる。低地の熱帯雨林の淵に沿ってサバンナ、とりわけ水はけの良い土壌を形成する川に隣接した地域で生育する。

## 形態
樹高8-30m、幹周2m。花は大きく、直径5-8cmに達する。20cmから40cmにおよぶ長い葉を持つ。
成長は比較的早く、発芽からおよそ10年で季節ごとに果実を実らせるようになる。通常は5kg程度であるが、最大で15kgに達することがあり、世界最大の果物とされるパラミツに匹敵するほど大きくなる。果皮は褐色で、丈夫な皮革のような質感である。表面には菱形の隆起がある。果肉は橙黄色で柔らかい。

## 利用
果実は現地で需要が高く、1個あたり2日分の賃金に匹敵するほどの高値で取引される。収穫してすぐは果皮が固いが、4-5日で柔らかくなる。1個の果実は5-6人で食べるのに十分な量がある。甘酸っぱい独特な香りはその木ごとの遺伝的性質と、収穫されたときの成熟度合いに左右される。ボノボもこの果実を好み、1個体で食べるには大きすぎるため複数個体で分け合う姿が見られる。また、樹皮は粉末・煎じ薬などの形態で伝統医療に用いられる。

### 栽培
8平方メートル程度の面積に何本かを一緒に栽培することが、受粉を確実にする面からも推奨される。栄養豊富で酸性の、水分を含み通気性の良い土が望ましいとされる。森林下層の低木であるため日照不足には強いが、葉が大きいため風害を受けやすい。
多くの人口が自生する樹から果実を直接利用してきたため、栽培の試みは近年まで行われてこなかった。農作物として栽培する試みは菌類を原因とする病害によって妨げられていたが、接ぎ木や栽培地の選択・殺菌剤などによって克服されつつある。昆虫による被害も問題とされている。フロリダ・ハワイ・マレーシア・オーストラリアにも導入されている。